# WLS (Sender)
WLS ist eine kommerzielle Talkradio-Station aus Chicago, Illinois. Das konservative Talk-News-Format der Clear-Channel-Station kann im gesamten Nordosten der USA und im Süden Kanadas empfangen werden. WLS gehört heute Cumulus Media. Die Historie des Senders geht bis in das Jahr 1924 zurück. WLS war einer der ersten Stationen im Westen der USA und ist eine der wenigen, die heute noch senden.
Die WLS Studios befinden sich im NBC Tower am North Columbus Drive in Chicago. Die non-directionale Sendeantenne in Form eines selbststrahlenden Sendeturms steht in Tinley Park, Illinois.
WLS sendet als noch eine der wenigen US-Stationen in C-QUAM-AM-Stereo. Das Programm von WLS-AM wird auch als Simulcast auf dem HD2-Subchannel von WLS-FM ausgestrahlt.

## Programm
WLS Chicago zählt wie KEX Portland, KFI Los Angeles, WABC-AM New York, WJR Detroit, KOA Denver und andere zu den einflussreichen Clear-Channel-Stationen mit enormen Reichweiten, welche alle ein konservatives Talkprogramm übertragen. Diese meist sehr traditionsreichen Stationen gehören mehrheitlich iHeartMedia und beziehen ihre Programme von Premiere Networks.